# Омельченко, Виталий Прокофьевич
Виталий Прокофьевич Омельченко (8 сентября 1926, Темиргоевская, Северо-Кавказский край — 11 февраля 1995) — работник системы советского Профессионально-технического образования, участник Великой Отечественной войны.

## Биография
С 1933 по 1943 год учился в Темиргоевской средней школе № 1.
В 1943 году добровольцем ушёл на фронт, принимал участие в боевых действиях.
Демобилизовался из армии в 1950 году и поступил на заочное отделение исторического факультета Магнитогорского педагогического института.
Трудовую деятельность начал преподавателем РУ-1 города Магнитогорска и секретарем комитета ВЛКСМ училища.
В 1951—1952 годах — заведующий военно-физкультурным отделом Магнитогорского горкома ВЛКСМ.
В 1952—1954 годах — комсорг Центрального комитета ВЛКСМ в тресте «Магнитострой», член бюро Магнитогорского горкома ВЛКСМ, член бюро обкома ВЛКСМ Челябинской области.
В 1953 году окончил Магнитогорский пединститут.
С 1954 по 1962 год работал директором технического училища № 4 города Магнитогорска, преподавал историю КПСС. Под руководством В. П. Омельченко училище четыре раза становилось победителем всесоюзного и республиканского социалистических соревнований, семнадцать раз занимало первое место в областном социалистическом соревновании.
В 1962 году В. П. Омельченко стал заместителем начальника областного управления профтехобразования по городу Магнитогорску.
Одновременно занимается общественной работой, являясь членом Магнитогорского горкома КПСС, депутатом городского совета депутатов трудящихся, председателем комиссии по народному образованию Магнитогорского горсовета.
Проявив незаурядные организаторские способности и государственный подход к решению социальных и педагогических проблем, в 1964 году был назначен начальником Челябинского областного управления профессионально-технического образования, одновременно принимая функции председателя областного совета ВДСО «Трудовые резервы».
На этом посту наиболее ярко раскрылся талант Виталия Прокофьевича как руководителя: глубокое знание технологии педагогического труда, личностный подход к кадрам, настойчивость и принципиальность в достижении намеченных целей.
За двадцать два года пребывания В. П. Омельченко в роли первого руководителя профтехобразования Челябинской области региональная система ПТО претерпела значительные качественные и количественные изменения.
Было организовано 45 новых профтехучилищ, 96 профтехучилищ преобразовано в средние ПТУ. Для народного хозяйства области было подготовлено около 800 тысяч молодых квалифицированных рабочих по 268-ми профессиям. Развитие профтехобразования приобрело планомерный поступательный характер. Этому во многом способствовали пятилетние планы социально-экономического развития училищ. Для системы ПТО было построено 350 новых объектов, в том числе Дворец культуры «Смена».
По итогам Всероссийского социалистического соревнования Челябинскому облуправлению ПТО в семидесятые годы присуждалось первое место с вручением Переходящего Красного знамени. Опыт работы управления был одобрен коллегиями госпрофобра СССР и РСФСР.
Много внимания уделял В. П. Омельченко подготовке и повышению квалификации педагогических кадров. По его инициативе был организован инженерно-педагогический факультет при горно-металлургическом институте Магнитогорска.
В 1976 году был открыт Челябинский филиал Всесоюзного института повышения квалификации инженерно-педагогических работников профтехобразования.
На протяжении всех лет работы в должности Виталий Прокофьевич руководил методической секцией директоров училищ.
В 2014 году имя В. П. Омельченко было присвоено государственному бюджетному образовательному учреждению среднего профессионального образования (среднему специальному учебному заведению) «Магнитогорский технологический колледж».

## Награды
За плодотворную работу в системе профтехобразования отмечен правительственными наградами:
- орденом Октябрьской Революции,
- тремя орденами Трудового Красного Знамени,
- орденом Монгольской Народной Республики «За дружбу».

Как участник Великой Отечественной войны награждён:
- орденом Отечественной войны II степени,
- медалью «За взятие Вены»,
- медалью «За победу над Германией в Великой Отечественной войне 1941—1945 гг.» и другими.

Был награждён почётным званиеим «Заслуженный учитель профтехобразования РСФСР».
В целях увековечения памяти В. П. Омельченко постановлением губернатора Челябинской области от 16 сентября 1999 года № 435 учреждена премия имени В. П. Омельченко, которая ежегодно присуждается одному из региональных учреждений начального профессионального образования — победителю областного смотра-конкурса «Училище года». В настоящее время премия В. П. Омельченко вручается победителю конкурса «Лучшая профессиональная образовательная организация».

## Сочинения
- Экономическое воспитание — процесс многогранный // Профессионально-техническое образование. — 1978. — № 11.
- Воспитание надежной трудовой смены: О развитии сети учебных заведений профтехобразования в Челябинской области // Профессионально-техническое образование. — 1984. — № 6.